# 吉田久美子
吉田 久美子（よしだ くみこ、1963年〈昭和38年〉7月19日 - ）は、日本の政治家。公明党所属の元衆議院議員（1期）。

## 来歴
佐賀県鳥栖市出身。鳥栖高等学校を経て、1986年に佐賀大学教育学部卒業。1998年1月から「ダイオキシンから生命を守る母の会」、2016年3月から「女性の声で輝く未来を開く会（福岡ミモザの会）」の代表を務める。
2017年、第48回衆議院議員総選挙の比例九州ブロックに公明党公認で立候補し、落選。
2021年、第49回衆議院議員総選挙の比例九州ブロックに公明党公認で立候補し、当選した。
2024年、第50回衆議院議員総選挙の比例九州ブロックに公明党公認で立候補し、落選。

## 人物
政治とかかわるきっかけは、1997年に日本におけるダイオキシン問題についての新聞記事を読んだこと。当時3歳と1歳の子どもを抱えていたため、いてもたってもいられず、「ダイオキシンから生命を守る母の会」を立ち上げる。国に対策を求める署名運動を行い、福岡県下、約31万人の賛同を得た。その後、「ダイオキシン特措法」が成立。「小さな声」が政治を変え、国を動かすことができると強く実感する経験となった。

## 政策
- 選択的夫婦別姓制度について、「賛成」[5]
- 同性婚を法律に明記することについて、「やや賛成」[5]
- アメリカとの同盟関係を強化することについて、「どちらとも言えない」[5]
- 自衛隊の存在を憲法に明記することについて、「やや反対」[5]

## 選挙歴
| 当落 | 選挙                   | 執行日         | 年齢 | 選挙区           | 政党   | 得票数 | 得票率 | 定数 | 得票順位 /候補者数 | 政党内比例順位 /政党当選者数 |
| ---- | ---------------------- | -------------- | ---- | ---------------- | ------ | ------ | ------ | ---- | ------------------ | ---------------------------- |
| 落   | 第48回衆議院議員総選挙 | 2017年10月22日 | 54   | 比例九州ブロック | 公明党 | ーー票 | ーー   | 20   | ーー/ーー          | 6/3                          |
| 当   | 第49回衆議院議員総選挙 | 2021年10月31日 | 58   | 比例九州ブロック | 公明党 | ーー票 | ーー   | 20   | /                  | 4/4                          |
| 落   | 第50回衆議院議員総選挙 | 2024年10月27日 | 61   | 比例九州ブロック | 公明党 | ーー票 | ーー   | 20   | /                  | 4/3                          |